# Malik Sellouki
Malik Sellouki, né le 21 mars 2000 à Nice, est un footballeur français qui joue au poste de milieu offensif au Stade Lavallois.

## Biographie

### Début en professionnel
Après avoir jouer dans plusieurs clubs de la Cote d'Azur en équipe de jeune. Malik Sellouki commence sa carrière avec l'AS Cannes. Après une première saison, ou il joue une dizaine de matchs en National 3, il signe chez le voisins niçois le 26 août 2020. Il fait ses débuts en professionnel avec l'OGC Nice lors d'une défaite 3-2 en Ligue 1 contre l'Olympique de Marseille le 17 février 2021 et marque son premier but en pro à la 87e minute.

### Expérience à l'étranger
Le 25 août 2021, Malik Sellouki signe un contrat de deux ans avec l'équipe slovène du NK Maribor. Après avoir fait 17 apparitions toutes compétitions confondues, lors de la saison 2021-2022 où il remporte le championnat national, il quitte le club slovène, libre de tout contrat à l'été 2022 et rejoint l'ADO Den Haag, club de deuxième division néerlandaise pour un contrat de deux ans.

### Retour en France, au Stade Lavallois
Le 2 août 2024, il s'engage jusqu'en juin 2027, au Stade Lavallois en Ligue 2. Trois semaines plus tard, il fait ses débuts avec le club mayennais face à Guingamp. Il enchaine rapidement les titularisations et les belles performances. Le 20 septembre, à l'occasion de la 5e journée du championnat, il marque un triplé face au Red Star.

## Statistiques
| Saison                | Club                  | Championnat           | Championnat | Championnat | Championnat | Coupe(s) nationale(s) | Coupe(s) nationale(s) | Coupe(s) nationale(s) | Total | Total | Total |
| Saison                | Club                  | Division              | M.          | B.          | P.d.        | M.                    | B.                    | P.d.                  | M.    | B.    | P.d.  |
| 2019-2020             | AS Cannes             | National 3            | 13          | 0           | 0           | -                     | -                     | -                     | 13    | 0     | 0     |
| 2020-2021             | OGC Nice              | Ligue 1               | 4           | 1           | 0           | -                     | -                     | -                     | 4     | 1     | 0     |
| 2021-2022             | NK Maribor            | Prva Liga             | 16          | 0           | 1           | 1                     | 0                     | 0                     | 17    | 0     | 1     |
| 2022-2023             | ADO La Haye           | Eerste Divisie        | 11          | 2           | 3           | 1                     | 2                     | 0                     | 12    | 4     | 3     |
| 2023-2024             | ADO La Haye           | Eerste Divisie        | 18+3        | 5           | 2           | 2                     | 0                     | 0                     | 23    | 5     | 2     |
| Sous-total            | Sous-total            | Sous-total            | 32          | 7           | 5           | 3                     | 2                     | 0                     | 35    | 9     | 5     |
| 2024-2025             | Stade lavallois       | Ligue 2               | 30          | 10          | 3           | 4                     | 0                     | 0                     | 34    | 10    | 3     |
| Total sur la carrière | Total sur la carrière | Total sur la carrière | 95          | 18          | 9           | 8                     | 2                     | 0                     | 103   | 20    | 9     |

## Palmarès
Il est champion de Slovénie en 2022 avec le NK Maribor.